# 淡墨桜
淡墨桜（うすずみざくら）は、岐阜県本巣市の根尾谷・淡墨公園にある一本桜。樹齢1500年以上のエドヒガンの古木である。日本三大桜または日本五大桜のひとつ。国の天然記念物である。狭義のサトザクラ系にウスズミ（薄墨）という栽培品種もあるため、両者の混同に注意が必要である。

## 特徴
淡墨桜は蕾のときは薄いピンク、満開に至っては白色、散りぎわには特異の淡い墨色になり、淡墨桜の名はこの散りぎわの花びらの色にちなむ。樹高16.3m、幹囲目通り9.91m、枝張りは東西26.90m、南北20.20m。樹齢は1500余年と推定され、継体天皇お手植えという伝承がある。
近年では幹の老化が著しく、幹内部にできた空洞も広がりつつあるが、樹木医や地元の人々の手厚い看護によって守られている。昭和中期には、作家の宇野千代がその保護を訴えて、活動したこともよく知られる。苗木を分けて、岐阜県や愛知県内あちこちに子孫が植えられている。
福島県の三春滝桜、山梨県の山高神代桜と並び日本三大桜のひとつに数えられ、日本三大桜に埼玉県の石戸蒲ザクラと静岡県の狩宿の下馬ザクラを加えた日本五大桜とも称される。
1922年（大正11年）10月12日には国の天然記念物に指定された。毎年の開花の季節には多くの観光客が訪れる。淡墨公園内には淡墨桜の資料を展示するさくら資料館がある。近くに財団法人NEO桜交流ランドが管理運営のうすずみ温泉と宿泊施設四季彩館がある。

## 沿革
伝承によると、467年（雄略天皇11年）頃に男大迹王（後の継体天皇）がこの地を去る時、檜隈高田皇子（宣化天皇）の産殿を焼き払い、その跡に1本の桜の苗木を植えたという
1913年（大正2年）には大雪のために幹の一部に亀裂が発生し、樹勢が衰えだした。1922年（大正11年）10月12日には国の天然記念物に指定された。
1948年（昭和23年）には文部省により調査が行なわれ、3年以内に枯死と判断された。1949年（昭和24年）3月10日から4月5日には、岐阜市の歯科医師・前田利行が山桜の根を接木した。前田は人間を診る歯科医師であるが、梅など古木の再生でも評判であった。1950年（昭和25年）には再生して開花した。
1959年（昭和34年）9月26日の伊勢湾台風により被害を受け、1967年（昭和42年）4月11日には宇野千代が訪れて惨状を憂いた。1968年（昭和43年）には雑誌『太陽』4月号に宇野による寄稿文「淡墨桜」が掲載され、岐阜県知事の平野三郎が県文化財審議会に保護再生を諮った。その後生物学者の堀武義（岐阜大学）により診断が行われ、再生策がまとめられた。
2003年（平成15年）には飛騨・美濃さくら三十三選に選定された。2008年（平成20年）には本桜を含む14種の花の種を国際宇宙ステーションの日本実験棟「きぼう」に8カ月半滞在させた後に地球へ戻し、無重力状態が発育に与える影響などを調べるという実験が行なわれた。
2022年（令和4年）に国の天然記念物として指定されてから１００年を迎えた。それに伴い本巣市により「国指定百周年を祝う会」が開催され、市に淡墨桜に関する作品を寄贈した作家らに感謝状を贈った。
2025年（令和7年）2月18日、岐阜県は積雪による重みによって枝1本が折損する被害が出たことを公表した。

## 子孫樹
各地に淡墨桜の子孫樹が植樹されている。ここでは代表的なものを記す。

### 栃木県下野市

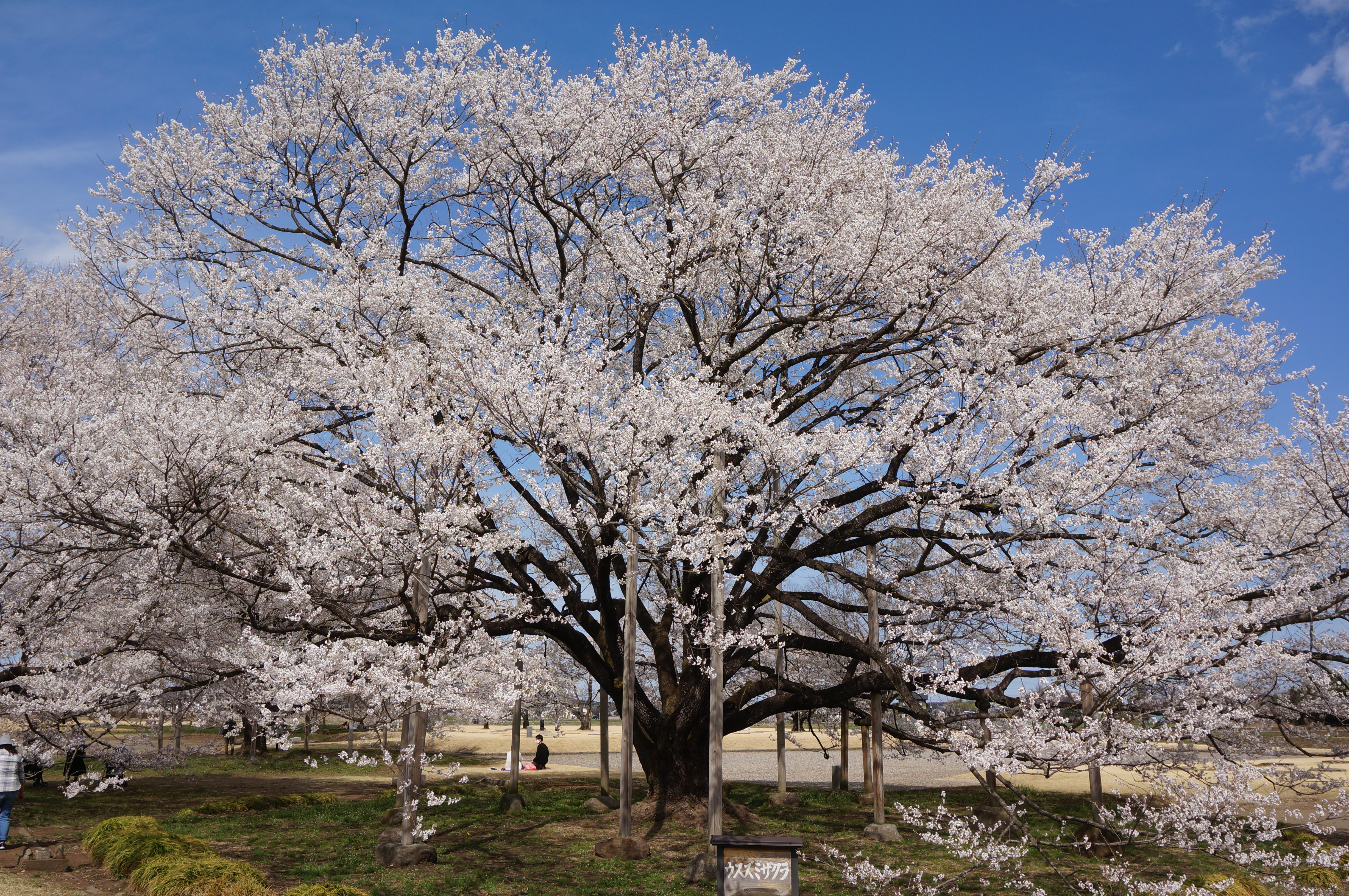
下野淡墨桜のうちの1本、栃木県下野市の天平の丘公園にて

1985年（昭和60年）に岐阜県本巣郡根尾村（現本巣市）から栃木県国分寺町（現下野市）の天平の丘公園に淡墨桜の実生から生まれた苗が20本移植されて、1988年（昭和63年）に初めて開花した。2022年（令和4年）時点でそのうち9本が「下野淡墨桜」として花を咲かせている。なお同公園内には三大巨桜の残りの2つの神代桜と三春滝桜の子孫樹、石割桜の子孫樹、各種ヤエザクラなどの多品種のサクラが植樹されており、下野淡墨桜と合わせて花見の名所となっている。
2004年（平成16年）にも本巣市から国分寺町に淡墨桜の苗木が贈られて小金井駅西口ロータリーに移植され、2022年時点で同駅のシンボルツリーになっている。これらの縁で2022年（令和4年）には岐阜県本巣市と栃木県下野市の間で友好都市協定および災害時における相互応援協定が結ばれた。

### 埼玉県東松山市
1997年（平成９年）第20回日本スリーデーマーチ記念大会で、岐阜県根尾村（現・本巣市）から。国指定天然記念物「根尾谷淡墨ザクラ」の苗木が送られ、当時105歳の双子きんさんぎんさんの手により東松山市庁舎南側広場に「薄墨桜」として植樹された。

### 全米桜祭り
1991年（平成3年）に淡墨桜の枝がアメリカに贈られて接ぎ木で増殖され、1999年（平成11年）に全米桜祭りで有名なワシントンD.C.のタイダルベイスンに、接ぎ木の株から成長した淡墨桜の苗が植えられた。2021年（令和3年）時点で公園内のサクラのうち1.3%が淡墨桜のクローンである。

## 所在地
- 所在地 : 岐阜県本巣市根尾板所字上段995 淡墨公園内
- アクセス : 樽見鉄道樽見線樽見駅下車後徒歩15分

花見客の便宜を図るために、樽見鉄道は4月1日から15日頃に特別ダイヤ（桜ダイヤ）で運行している。本巣地域では淡墨桜に向かう国道157号が「淡墨街道」と呼ばれる。

## 関連する作品

### 文学
- 『真清探當證』(古書)『真清探當證　復刻版』2015年有限会社人の森
- 『生きて行く私』 - 宇野千代著。
- 『薄墨の桜』 - 宇野千代著。
- 『淡墨桜』 - 宇野仟江子著。
- 『桜守』 - 水上勉著。
- 『生きよ淡墨桜―前田利行の反骨の生涯』 - 桑原恭子著。

### 音楽
- 『樹魂の歌』 - 藤掛廣幸作曲。『淡墨の桜と大陶壁』に向けた作品。
- 『淡墨桜』 - 石原詢子の曲。石原は岐阜県出身で、淡墨公園内に歌碑が建立され2024年（令和6年）4月4日に除幕式が行われた[12]。
- 『淡墨桜』 - 夏木綾子の曲。
- 『淡墨ザクラ』 - MEGAHORN&アリタックの曲。
- 『淡墨桜』 - 橘川琢の曲。尺八ピアノ二重奏曲《春秋花様》Op.42の第一曲。 2022年に淡墨桜と本巣市教育委員会、のちに本巣市に正式に寄贈。市より感謝状を授与される。[13][14]

### 映画
- 『薄墨の桜』- 羽田澄子監督作品。

### 絵画
- 日本画『淡墨桜』 - 中島千波作。
- 切手『淡墨桜』  - 伊藤嘉晃作。80円切手[15]。
- 美濃焼『淡墨の桜と大陶壁』（岐阜メモリアルセンター内）